# Fejér Ernő
Fejér Ernő (Miskolc, 1945. november 3. –) magyar fotó- és grafikusművész. Balogh Rudolf- , Kondor Béla- és Életmű díjas.

## Életpályája
Diósgyőrben született. 1964-ben gépésztechnikusi képesítést szerzett. 1964-1976 között tervezőintézeteknél épületgépész szerkesztő, tervező volt. 1976-1987 között a miskolci József Attila Könyvtár kiállítótermében volt kiállításszervező, kiállításrendező és fotográfus. Dolgozott a Miskolci Galériában is. Kiállítási katalógusokat, plakátokat tervezett, szerkesztett. A könyvtárban fotólaboratóriumot, valamint feleségével egy képző- és iparművészeti könyvgyűjteményt, diatárat, reprodukciógyűjteményt alakított ki.
1979-ben magánúton elvégezte a fényképész szakot. 1983-ban rendezte első önálló kiállítását Miskolcon. 1986-ban a Magyar Fotóművészek Szövetségének tagja lett. 1987-1989 között a Déli Hírlap fotóriportere volt. 1989-ben Rómában volt ösztöndíjas, valamint feleségével együtt megalakította a Foto és Design Reklámstúdió Kft.-t.
1992-ben művészellátó szaküzletet nyitott. 1993-ban a MAOE tagja lett. 1993-1996 között a Miskolci Egyetem Bölcsészettudományi Karának Kulturális és Vizuális Antropológiai Tanszékén oktatott. 1997-2000 között a Szemere Bertalan Szakképző és Művészeti Szakközépiskola művészeti vezetője volt. 2003 óta a Magyar Grafikusművészek Szövetségének tagja.
2005-ben befejezte fotográfiai munkásságát, azóta csak képzőművészettel foglalkozik. Részletes szakmai életútja, munkái, kiállításai, könyvei megtekinthetők weboldalán www.fejererno.hu Könyvei az Országos Széchenyi Könyvtár digitális könyvtárában megtalálhatóak (Magyar Elektronikus Könyvtár).

## Kiállításai

### Egyéni
- 1983, 1985, 1991, 1996-1997, 1999, 2008 Miskolc
- 1986-1987, 1991, 2005 Budapest

### Csoportos
- 1986, 1988 Esztergom
- 1987 Budapest

## Művei

### Rajzok
Lásd: Fejér Ernő rajzai

### Montázsok
Lásd: Fejér Ernő montázsai

### Fotográfiák
Lásd: Fejér Ernő fotói

## Könyvei
- Megyekönyv (1994)
- Fényképtár 2.(1996) www.mek.oszk.hu/10200/10216
- Védett épületek Miskolcon (2000)
- Üzenőfüzet (2010) www.mek.oszk.hu/09500/09531
- Organon. Rajzok és montázsok. (2011) E-könyv. www.mek.oszk.hu/10200/10210

## Díjai
- a Fotóművészet hét nívódíja (1980-1986)
- Az Önarckép pályázat II. díja (1984)
- Az országos fotótárlat díja (1985)
- Mozgás pályázat díja (1985)
- V. Esztergomi Fotóbiennálé nagydíja (1986)
- Székely Aladár emlékkiállítás díja (1987)
- Magyar Fotográfia II.díja, Műcsarnok (1987)
- Római Magyar Akadémia (1989) Műv. és Kult. Minisztérium
- VII. Esztergomi Fotóbiennálé díja (1990)
- Művelődési Minisztérium különdíja (1991)
- BAZ. m.-i Önkormányzat díja, Tavaszi Tárlat (1991)
- Balogh Rudolf művészeti díj (1993) Kulturális Minisztérium
- Iparművészeti díj, Miskolci Galéria (1994)
- Kondor Béla-díj (2008) Miskolc város Közgyűlésének díja
- BAZ. m.-i Önkormányzat díja, Tavaszi Tárlat (2009)
- BAZ. m.-i Önkormányzat díja, Téli Tárlat (2009)
- Rónaszéki László díja, Téli Tárlat (2016)
- Életműdíj (2019) Magyar Fotóművészek Szövetsége